# Năluca-Klasse
Als Năluca-Klasse und Sborul-Klasse (auch Viforul-Klasse genannt) werden zwei Untergruppen von Torpedobooten des österreichischen 250-t-Typs in der rumänischen Marine bezeichnet. Nach dem Ersten Weltkrieg hatte das Land sieben Boote als Reparation erhalten, die dort bis 1959 in Dienst standen.

## Bau und technische Daten
Für die österreichische Marine wurde der 250-t-Typ zwischen 1913 und 1916 gebaut. Auf drei Werften wurden insgesamt 27 Boote hergestellt, wobei der Buchstabe hinter der Bootsnummer die Werft angab. Die acht Boote der T-Gruppe mit der Bezeichnung 74T bis 81T wurden von Stabilimento Tecnico Triestino mit Sitz in Triest, die sechzehn Boote der F-Gruppe, 82F bis 97F, wurden von Danubius an den beiden Standorten Fiume und Porto Ré gebaut. Die drei Boote der M-Gruppe, 98M bis 100M, wurden von Cantiere Navale Triestino in Monfalcone hergestellt. Zwischen den Herstellern gab es kleine Unterschiede: So waren die F-Boote äußerlich schnell an den zwei Schornsteinen statt des einzelnen der T-Boote zu erkennen.
Die Boote der beiden Gruppen unterschieden sich in den Abmessungen nur geringfügig: Die Boote der T-Gruppe waren 57,76 Meter, die der F-Gruppe 58,76 Meter lang, 5,75 bzw. 5,84 Meter breit und wiesen einen Tiefgang von 1,54 bzw. 1,50 Meter auf. Die Konstruktionsverdrängung betrug 262 bzw. 244 Tonnen, die maximale bei beiden 267 Tonnen. Als Antrieb dienten zwei Dampfturbinen mit 5000 PS – bei der T-Gruppe Parsons-Turbinen, bei der F-Gruppe AEG-Curtis-Turbinen. Sie wirkten auf zwei Schrauben, die Boote erreichten eine Geschwindigkeit von 29,4 bzw. 28,6 Knoten. Bei einer Geschwindigkeit von 16 Knoten hatten sie eine Reichweite von 1000 bzw. 1200 Seemeilen. Die Besatzung bestand aus 41 Mann. Die ursprüngliche Bewaffnung von zwei 70-mm-L/30-Skoda-Geschützen, einem 8-mm-Ballonabwehr-Maschinengewehr und vier 450-mm-Torpedorohren wurde im Zweiten Weltkrieg geändert und bestand dann aus zwei deutschen 8,8-cm-Geschützen, zwei 20-mm-Flak und Wasserbomben.

## Geschichte

### Vorgeschichte
Nach dem Ersten Weltkrieg wurde die Österreich-Ungarische Kriegsmarine aufgelöst. Wie die übrigen Schiffe mussten auch die Boote des 250-t-Typs an die Siegermächte ausgeliefert werden. Gemäß den Bedingungen des Vertrages von Saint-Germain erhielt Rumänien sieben Boote, sechs Boote gingen an Portugal, sechs an Griechenland und acht an das Königreich der Serben, Kroaten und Slowenen. Für Rumänien waren die sieben Boote neben den drei Fluss-Monitoren Ardeal (ex Temes), Basarabia (ex Inn) und Bucovina (ex Sava) die Marineeinheiten, die das Land als Entschädigung erhielt.

### Rumänische Marine
Von den Rumänien zugewiesenen Booten gehörten vier der T-Gruppe und drei der F-Gruppe an. Sie erhielten die Namen Viforul (ex 74T), Virtej (ex 75T), Vijelia (ex 80T), Sborul (ex 81T), Năluca (ex 82F), Smeul (ex 83F) und Fulgerul (ex 84F). 1919 und 1920 bzw. nach anderen Angaben bis 1922 wurden die Boote von Italien nach Rumänien geschleppt. Dabei kenterte die Fulgerul in einem Gewitter und ist im Bosporus gesunken. Die verbleibenden Boote klassifizierte auch die rumänische Marine als Torpedoboote und stellte sie am 19. Januar 1921 in Dienst. Sie waren die Nachfolger der aus den 1880er Jahren stammenden Torpedoboote der rumänischen Marine.
Bereits 1927 wurden die Boote Viforul, Virtej, Vijelia außer Dienst gestellt und nach unterschiedlichen Angaben zwischen 1927 und 1938 abgewrackt. Die drei verbleibenden Boote Năluca, Sborul und Smeul wurden 1926/27 und – zumindest die Năluca – 1939 modernisiert. Bei der letzten Modernisierung wurde die Năluca für Aufgaben als Geleitschiff umgerüstet.

### Zweiter Weltkrieg
Während des Zweiten Weltkrieges trat Rumänien mit dem Überfall auf die Sowjetunion am 21. Juni 1941 auf Seiten der Achsenmächte in den Krieg. Die beiden Boote drei Năluca, Sborul bildeten die „3. Gruppe der Torpedoboote“, die Smeul wurde aus der Reserve in den aktiven Dienst geholt. Alle drei Boote wurden schnell eingesetzt und zählten zu den am stärksten beanspruchten Einheiten der rumänischen Flotte. Hauptaufgabe der Boote war die Geleitsicherung von Nachschub- und später Evakuierungstransporten sowie die Sicherung der Minenleger beim Auslegen von Minensperren. Dabei wurden die Torpedoboote für die gefährlicheren Einsätze herangezogen, um die als wertvoller erachteten Zerstörer zu schonen.
Ein Beispiel dafür ist der gemeinsame Einsatz aller drei Boote im Oktober 1941: Die beiden als Minenschiffe genutzten Passagierschiffe Dacia und Regele Carol I legten mit dem Minenleger Amiral Murgescu vom 7. Oktober bis 16. Oktober mehrere Defensivsperren an der bulgarischen Küste. Eskortiert wurden die drei Schiffe von den Torpedobooten Sborul, Năluca, Smeul, den Kanonenbooten Ghigulescu und Dumitrescu. Zeitweise gehörten auch die bulgarischen Torpedoboote Smeli, Derzky und Khabri zur Sicherung, beim An- und Abmarsch auch rumänische Zerstörer.
Kurz vor dem Staatsstreich in Rumänien vom 23. August 1944 und dem Seitenwechsel zu den Alliierten griff ein sowjetischer Verband aus 62 Bombern sowie 80 Jägern und Schlachtflugzeugen am 20. August 1944 den Hafen von Constanța an. Dabei wurde die Năluca ebenso wie zahlreiche rumänische und deutsche Schiffe versenkt und weitere Schiffe beschädigt.

### Nachkriegszeit
Die beiden Boote Sborul und Smeul wurden nach dem Einmarsch der Roten Armee noch Ende August von den Sowjets übernommen und als Wachboote Monsun sowie Toros in die Schwarzmeerflotte eingegliedert. Bereits im September 1945 gab sie die beiden Boote an Rumänien zurück. Dort erhielten sie wieder die früheren Namen, wurden 1946 noch einmal modernisiert und blieben bis 1959 in Dienst. Im Folgejahr wurden beide Boote abgewrackt.

## Einheiten
| Name     | ex Name | Bauwerft                               | Stapellauf        | Indienststellung           | Dienstzeit Rumänien | Anmerkungen, Verbleib                                                                                  |
| -------- | ------- | -------------------------------------- | ----------------- | -------------------------- | ------------------- | --- |
| Viforul  | 74T     | Stabilimento Tecnico Triestino, Triest | 28. August 1913   | 1. Februar / 17. Juni 1914 | 1922–1927           | nach unterschiedlichen Angaben zwischen 1927 und 1938 abgewrackt;                                      |
| Virtej   | 75T     | Stabilimento Tecnico Triestino, Triest | 20. November 1913 | 11. Juli 1914              | 1922–1927           | nach unterschiedlichen Angaben zwischen 1927 und 1938 abgewrackt;                                      |
| Vijelia  | 80T     | Stabilimento Tecnico Triestino, Triest | 3. August 1914    | 8. November 1914           | 1922–1927           | nach unterschiedlichen Angaben zwischen 1927 und 1938 abgewrackt;                                      |
| Sborul   | 81T     | Stabilimento Tecnico Triestino, Triest | 6. August 1914    | 1. Dezember 1914           | 1922–1958           | 1944 sowj. Beute: Musson, 22. September 1945 Rückgabe, als Sborul bis 1958 in Dienst, 1959 abgewrackt; |
| Năluca   | 82F     | Danubius, Porto Ré                     | 11. August 1914   | 30. August 1916            | 1922–1944           | 20. August 1944 in Constanța durch sowj. Luftangriff zerstört;                                         |
| Smeul    | 83F     | Danubius, Porto Ré                     | 7. November 1914  | 21. Juli 1915              | 1922–1958           | 1944 sowj. Beute: Toros, 22. September 1945 Rückgabe, als Smeul bis 1958 in Dienst, 1959 abgewrackt;   |
| Fulgerul | 84F     | Danubius, Porto Ré                     | 21. November 1914 | 18. Oktober 1916           | nicht in Dienst     | auf Überführungsfahrt von Italien nach Rumänien am 8. Februar 1922 gesunken;                           |